# Goodwater
Goodwater è un comune degli Stati Uniti d'America situato nella contea di Coosa, nello Stato dell'Alabama.